# سنگ
سَنگ یا صَخرِه به مواد جامدی از پوسته زمین گفته می‌شود. که از یک یا چند کانی که با یکدیگر پیوند یافته‌اند، تشکیل شده‌است. در زمین‌شناسی سنگ تجمعی طبیعی و جامد از مواد معدنی یا شبه‌معدنی است. لایه خارجی جامد زمین (سنگ‌کره) از سنگ تشکیل شده‌است. سنگ‌ها سه گونه هستند: آذرین، رسوبی و دگرگونی. دانش شناختن سنگ‌ها را سنگ‌شناسی می‌نامند. عنصر اصلی تشکیل‌دهنده تمامی سنگ‌ها سیلیسیم است.
سنگ‌ها و کانی‌ها در ساختمان‌سازی، صنایع، پزشکی و غیره به کار می‌روند. به قطعه‌های بزرگی از سنگ که در بیرون از خاک دیده شود، تخته‌سنگ یا صَخرِه می‌گویند.
قسمت عمده قشر زمین از سنگ سخت تشکیل شده‌است. هر جای  پای ما سنگ سخت است. سنگ ممکن است از یک طبقه خاک پوشیده شده باشد. ممکن است از طبقه‌ای از آن به کلفتی چند متر یا حتی چند کیلومتر پوشیده باشد. ولی هر جای زمین را به اندازه کافی بشکافیم، به سنگ سخت خواهیم رسید.
مهم‌ترین تفاوت خاک و سنگ اختلاف در میزان فشردگی و چسبندگی آنها به یکدیگر است. از دیدگاه زمین‌شناسی سنگ به موادی از پوسته زمین گفته می‌شود که از یک یا چند کانی که با یکدیگر پیوند یافته‌اند درست شده‌است. در مقابل خاک توده‌ای از ذرات با دانه‌های جدا یا دارای پیوند سست است. که بر اثر هوازدگی سنگ‌ها و به‌طور برجا تشکیل شده‌است. اما در مهندسی و کارهای ساختمانی قابلیت حفاری مصالح زمین‌شناسی به‌عنوان شاخصی در طبقه‌بندی آنها به دو گروه سنگ و خاک مورد استفاده قرار می‌گیرد.

## چرخهٔ سنگ
چرخه سنگ به مجموعه فرآیندهایی گفته می‌شود که منجر به ایجاد انواع سنگ روی پوسته زمین و همچنین تبدیل آن‌ها به یکدیگر می‌شود. به عبارت دیگر، به مجموعه تغییرات سنگ‌ها در اندازه و ترکیبشان در اثر فرایندهای مختلف مثل هوازدگی و انجماد مواد مذاب و دگرگونی چرخه سنگ گفته می‌شود.
در طول زمان‌های دراز سنگ‌ها براثر فرسایش خرد می‌شوند و پس از حمل رسوبات سرانجام سنگ رسوبی را می‌سازند. سنگ رسوبی ممکن است در اعماق زمین براثر گرما و فشار به سنگ دگرگونی تبدیل شود یا آن که پس از ذوب به سنگ آذرین تبدیل گردد. سنگ‌های آذرین هم تحت تأثیر فشار و حرارت دگرگون می‌شوند. به مجموعه این تغییرات و تبدیل حالت‌ها چرخه سنگ گفته می‌شود.
هوازدگی، در آغاز به سنگ سخت و جامد حمله‌ور می‌شود. این نوع سنگ، یا از سرد شدن گدازه بر روی سطح زمین تشکیل شده‌است یا سنگی آذرین بوده که در زیر سطح زمین تشکیل یافته و بعدها به علت فرسایش سطح پوشاننده آن پدیدار شده‌است. محصولات نهایی عمل هوازدگی موادی هستند که نهایتاً در تشکیل سنگ‌های جدید (رسوبی، دگرگونی و حتی آذرین) بکار می‌روند.
زمین‌لغزه‌ها، آب‌های جاری و یخ یخچال‌ها، در حرکت دادن مواد از محلی به محل دیگر مؤثر می‌باشند. در یک چرخه آرمانی این مواد نهایتاً در کف اقیانوس‌ها قرار می‌گیرند. فرآیندهای سنگ‌زایی لایه‌ای از گل نرم، شن و ماسه و ریگ را که در کف اقیانوس‌ها قرار گرفته‌اند سفت و محکم می‌کنند و سنگ‌های رسوبی را تشکیل می‌دهند. 
اگر چرخه بی‌هیچ وقفه‌ای ادامه یابد، این سنگ‌های تازه تشکیل شده در کف اقیانوس، به تدریج در اعماقی بیشتر و بیشتر مدفون شده و تحت تأثیر فشار ناشی از وزن سنگ‌های رویی، دما و نیروهای ناشی از حرکات زمین، قرار می‌گیرند. تحت این شرایط جدید ممکن است که سنگ‌های رسوبی تغییر یافته و به سنگ‌های دگرگونی تبدیل شوند. اگر دما و فشار همچنان افزایش یابند، این سنگ‌های دگرگونی نیز نهایتاً هویت خود را از دست داده و پس از ذوب شدن به صورت ماگما در می‌آیند. سرد شدن این ماگما باعث تشکیل دگرباره سنگ آذرین خواهد شد. به این ترتیب، چرخه‌ای کامل طی می‌شود.
امکان دارد چرخه کامل سنگ در نقاط مختلف قطع شود. برای مثال سنگ آذرینی که در زیر سطح زمین تشکیل می‌شود، ممکن است که هرگز رخنمون نیافته و به دلیل عدم تأثیر هوازدگی، هرگز به رسوبات تبدیل نشود. از سوی دیگر ممکن است که همین سنگ تحت فشار و دمای زیاد قرار گرفته و بدون عبور از مرحله میانی رسوبی، مستقیماً به سنگ دگرگونی تبدیل شود. قطع چرخهٔ کامل، هنگامی رخ می‌دهد که رسوبات، سنگ‌های رسوبی یا سنگ‌های دگرگونی، بیش از آن در چرخه کامل به راه خود ادامه داده و وارد مرحله بعدی شوند، مورد هجوم هوازدگی قرار گیرند.
چرخه سنگ، احتمالاً برای اولین بار در اواخر قرن هجدهم، بوسیله جیمز هوتون مطرح شده‌است. او در کتاب نظریه زمین خود می‌گوید؛ بنابراین ما به سمتی هدایت می‌شویم که می‌توانیم گردش مواد را در این کره، مشاهده کنیم. گردشی که بیانگر عملکرد نوعی صرفه جویی در سیستم طبیعت است. یکی از حالات زمین، حالت رشد و افزایش است و حالت دیگر آن، کاهش و واپاشی؛ بنابراین جهان در گوشه‌ای ویران و در گوشه‌ای دیگر بازسازی می‌شود و فرآیندهایی که جهان بوسیله آنها واپاشی می‌شود، به همان اندازه در چشم علم آشکار می‌باشند که فرآیندهای بازسازنده آن.

## دسته‌بندی

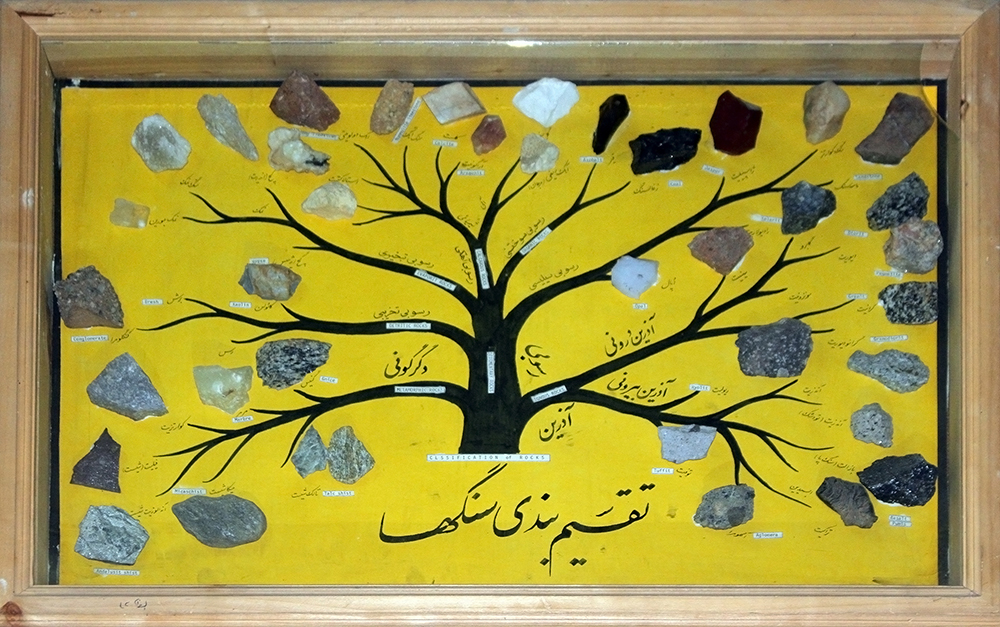
تقسیم‌بندی سنگ‌ها، موزه تاریخ طبیعی اصفهان

انواع فراوان سنگ‌ها در قشر زمین وجود دارد. برای شناختن همه آنها مطالعات فراوان شده‌است. ولی همه این سنگ‌ها را می‌توان به سه گروه تقسیم کرد، این سه گروه عبارتند از سنگ‌های آذرین، سنگ‌های رسوبی (ته‌نشستی) و سنگ‌های دگرگونی. آذرین، از کلمهٔ آذر به معنی «آتش، آمده‌است.

## سه گروه اصلی

### سنگ‌های آذرین
همه سنگ‌های آذرین از سنگ چنان داغی تشکیل شده‌اند که به حالت مایع بوده‌است. بعضی از آنها از سنگ داغ و مایعی تشکیل شده‌اند که از یک آتشفشان بیرون ریخته‌است. چنین سنگ مایعی را گدازه می‌نامیم. بعضی از سنگ‌های آذرین از ماگما (تَفتال) تشکیل یافته‌اند. ماگما سنگ مایعی است که در زیر سطح زمین است. نخستین سنگ‌هایی که در قشر زمین تشکیل شدند سنگ‌های آذرین بودند. سنگ‌های آذرین امروز هم هنوز تشکیل می‌شوند که یکی از آن‌ها اُبسیدین است. این سنگ را اغلب شیشه آتشفشانی می‌نامند که سنگی زیباست، ولی چیزهایی که از آن ساخته می‌شود بسیار معدود است. وقتی که بخواهند روی آن کنده‌کاری کنند به طرز خاصی می‌شکند. ابسیدین از گدازه‌ای که به سرعت سرد می‌شود، به دست می‌آید. بازالت سیاه است ولی جلای ابسیدین را ندارد. این سنگ از گدازه‌ای به دست می‌آید که به کندی سرد می‌شود. وقتی که بازالت سرد می‌شود می‌شکند و گاهی ستون‌های شش‌پهلو از آن پدید می‌آید. مردمان زمان‌های بسیار قدیم از این ستون‌ها که گویی با دست به این شکل ساخته شده‌اند، تعجب می‌کردند.
سنگ پا چندان سبک است که بر آب شناور می‌ماند. وقتی که گدازه از یک آتشفشان بیرون می‌ریزد، اغلب کفی بر روی آن وجود دارد. این که به سرعت سرد می‌شود و به شکل سنگ پا در می‌آید. سنگ خارا هرگز از گدازه‌ای که بر سطح زمین می‌ریزد تشکیل نمی‌شود. این سنگ از ماگما درست شده‌است خیلی به کندی سرد می‌شود. خارا سنگ زیبایی است و به آسانی صیقل می‌یابد. همیشه خالدار است، زیرا پیوسته سه نوع بلور مختلف در خود دارد که عبارتند از فلدسپات، کوارتز، و میکای سیاه یا بعضی از کانی‌های سیاه‌رنگ دیگر بعضی از فلدسپات‌ها سفید و برخی ارغوانی هستند. از این رو خارای خاکستری و خارای سرخ هست.
دیوریت سنگ دیگری است که از ماگما ساخته شده و مانند سنگ خارا خالدار است ولی ممکن است بلورهای سیاه دیگر و معدودی بلورهای روشن‌رنگ در خود داشته باشد. وقتی که یک کوه آتشفشان به آتشفشانی در می‌آید، تکه‌هایی از گدازه در هوا پرتاب می‌شوند. این تکه‌ها وقتی که به زمین رسیدند به صورت خاکستر سخت می‌شوند. این خاکستر به خاکستری می‌ماند که در ته یک اجاق یا یک کوره جمع می‌شود.

### سنگ‌های رسوبی
رودها همیشه ریگ و ماسه و گل را با خود به دریاچه‌ها و دریاها می‌برند. امواج آب نیز اینها را از ساحل می‌شوید و به دریا می‌ریزد. ریگ و ماسه و گل به ته آب فرومی‌روند و در آنجا طبقاتی تشکیل می‌دهند. حیوانات صدفدار کوچکی در دریاچه و در یا زندگی می‌کنند. این حیوانات می‌میرند و صدف‌های آنها به ته آب فرومی‌رود. این صدف‌ها ممکن است چندان زیاد باشد که یک طبقه کلفت در ته آب تشکیل دهد. کم‌کم ذرات ماسه و گل، ریگ‌ها، و صدف‌ها به وسیله آهک یا بعضی از مواد دیگر به یکدیگر جوش می‌خورند و طبقاتی از سنگ تشکیل می‌دهند. سنگ‌هایی که به این طریق تشکیل می‌شوند سنگ‌های ته‌نشستی (رسوبی) نام دارند. سطح زمین پیوسته در تغییر است. بسیاری از قسمت‌های زمین که پیش از این از آب پوشیده بود اکنون خشکی است. در بعضی از این‌جاها طبقات فراوانی از سنگ‌های تشکیل یافته به وسیله آب وجود دارد. وقتی که رودی راه خود را در این سنگ‌ها باز می‌کند، طبقات سنگ همچون نان کیک بزرگی نمایان می‌شوند که تکه بزرگی از آن بریده شده باشد.
بعضی از سنگ‌های ته‌نشستی کاملاً توسط آب تشکیل نشده‌است. باد و یخ و نیز آب ممکن است ماسه و گل و ریگی را که این سنگ‌ها را تشکیل می‌دهند با خود حمل کنند و در آب بریزند. سنگ رستی از گل درست شده‌است. بعضی از سنگ‌های رستی سرخ، برخی خاکستری، بعضی سبز، و برخی سیاه است. سنگ رستی سنگ نرمی است. وقتی که مرطوب است بوی گل می‌دهد.
ماسه‌سنگ از ماسه ساخته شده‌است. ممکن است خاکستری باشد یا زرد یا سرخ. دانه‌های ماسه را می‌توان در یک تکه ماسه‌سنگ لمس کرد. در بعضی از ماسه‌سنگ‌ها دانه‌های ماسه خوب به هم جوش نخورده‌اند. آن وقت ماسه‌سنگ به آسانی ماسه متلاشی می‌شود. جوش‌سنگ از ریگ درست شده‌است. ریگ‌ها به آسانی در آن دیده می‌شود. در جوش‌سنگ ممکن است انواع‌گوناگون ریگ‌ها باشد. به همین سبب گاهی آن را «شِفته‌سنگ» می‌نامند.
قسمت عمده صدف‌ها از آهک تشکیل شده‌است. سنگ‌هایی که از صدف‌ها درست می‌شوند سنگ آهک نام دارند. در بعضی از سنگ آهک‌ها، صدف‌ها آشکارا دیده می‌شوند. سنگ‌آهک از جانداران ریزی به نام مرجان نیز در دریا ساخته می‌شود. مرجان‌ها صدف ندارند، ولی در خانه‌هایی از آهک در آب می‌سازند. این خانه‌ها از سنگ‌آهکی تشکیل می‌شوند که خود آب همراه می‌آورد و در ته آب ته‌نشست می‌شود. سنگ آهک، هر طور که تشکیل شده باشد، سفید شیری یا خاکستری است. بعضی از بناهای زیبا از این سنگ ساخته شده‌است. سنگ آهک بسیار نرم گل سفید نام دارد.
زغال سنگ نیز یکی از سنگ‌های ته‌نشستی است، ولی با دیگر سنگ‌ها بسیار فرق دارد. از جنگل‌هایی که در مرداب‌های زمان‌های بسیار گذشته می‌روییدند تشکیل یافته‌است. وقتی که درخت‌ها مرده‌اند در آب فرورفته و از گل و لای پوشیده شده‌اند. کم‌کم به زغال سنگ تبدیل شده‌اند. یک نوع از زغال سنگ سیاه و زغال نرم» نام دارد، با آنکه اصلاً نرم نیست. رفته رفته که سطح زمین تغییر می‌کند، طبقاتی از سنگ به شدت فشرده می‌شوند.

### سنگ‌های دگرگونی
اغلب بر اثر گرمای درون زمین و گرمای سنگ داغ، مایعی که در نزدیکی آن‌ها جاری است، نیز به دمای بسیار زیاد می‌رسد. گرمای زیاد و فشار ممکن است سنگی را از نوعی به نوع دیگر تبدیل کند. این سنگ‌های تبدیل شده را سنگ‌های دگرگونی می‌نامند. هر سنگ دگرگونی در آغاز یک سنگ ته‌نشستی با یک سنگ آذرین بوده‌است.
برخی از سنگ‌های دگرگون بسیار شبیه سنگ‌هایی است که آن‌ها را تشکیل داده‌اند. ولی همه این‌طور نیستند. زغال سنگ سخت، یا آنتراسیت، از زغال سنگ نرم تشکیل یافته‌است. گنَیس (سنگ جرقه) از زغال سنگ نرم سخت‌تر و خیلی تمیزتر است. ممکن است از سنگ‌های مختلف تشکیل شود، ولی مقدار زیادی از آن از سنگ خارا درست شده‌است. کسی که از خارا درست شده باشد. معمولاً مخطط است. مرمر در آغاز سنگ آهک بوده‌است. مرمر یکی از زیباترین سنگ‌هاست. اغلب رنگین است. ولی زیباترین و گران‌ترین مرمر آن است که سفید و خالص باشد. سنگ لوح خیلی شبیه است به سنگ رستی که آن را تشکیل داده‌است. ولی سخت‌تر از آن است و بصورت لایه‌های بسیار نازکی بر روی هم فشرده شده‌است. توفال‌های خانه‌ها گاهی از سنگ لوح است. تخته سیاه نیز چنین است. وقتی که سنگ لوح نمناک است، مانند سنگ رستی بوی گل می‌دهد.
کوارتزیت (ماسه‌سنگ دُرّ کوهی) نوع دیگری از سنگ‌های دگرگون است. از ماسه سنگی تشکیل شده‌است، ولی دانه‌های ماسه را در آن شیه است به سنگ دستی که آن را تشکیل داده‌است. ولی سخت‌تر از آن است و بصورت لایه‌های بسیار نازکی بر روی هم فشرده شده‌است، توفال‌های خانه‌ها گاهی از سنگ لوح است. تخته سیاه نیز چنین است. وقتی که سنگ لوح نمناک است، مانند سنگ رستی بوی گل می‌دهد.
کوارتزیت نوع دیگری از سنگ‌های دگرگون است. از ماسه‌سنگ تشکیل شده‌است، ولی دانه‌های ماسه را در آن نمی‌توان لمس کرد. کوارتزیت سنگ سختی است و برای همین در رهفرش کردن خیابان‌ها به کار می‌رفته‌است. دانشمندان سنگ‌ها را تا اندازه‌ای برای این مطالعه می‌کنند که می‌توانند در آن‌ها تاریخ زمین را بخوانند. سالیان بسیار در از بر روی زمین انسانی زندگی نمی‌کرد. آنچه از تاریخ زمین، پیش از آفرینش آدمی می‌دانیم، از روی سنگ‌ها دانسته‌ایم.

## دسته‌بندی بی‌اس۸۱۲
طبقه‌بندی سنگ‌های طبیعی براساس بی‌اس۸۱۲ (BS812):
- گروه بازالت: آندزیت، بازالت، پرفیریت‌های قلیایی، دولومیت، اپیدیوریت، لامپروفیر، کوارتز-دولویت و اسپلیت، الیوین، هیپرستن، هورنبلند، ملافیر، تولئیت و پیکریت
- گروه فلینت: چرت، فلینت
- گروه گابرو: دیوریت قلیایی، گنایس قلیایی، گابرو، هورن بلند، نوریت، پریدوتیت، پیکریت و سرپانتینت
- گروه گرانیت: گنایس، گرانیت، گرانودیوریت، پگناتیت، کوارتز-دیوریت و سینیت
- گروه سنگ‌های ماسه‌ای و آذرین: آرکوز، گریویک، ماسه سنگ و توف
- گروه هورن فل: همه سنگ‌های ناشی از دگرگونی غیر از مرمر
- گروه سنگ آهک: دولومیت، سنگ آهک و مرمر
- گروه شیست‌ها: فیلیت، شیست و اسلیت
- گروه پروفیری: آپلیت، داسیت، فلسیت، گرانوفیر، گراتوفیر، میکرو گرانیت، پروفیری، کوارتز-پروفیریت، ریولیت و تراشیت
- گروه کوارتزیت: گانیستر، ماسه سنگ‌های کوارتزیتی و کوارتزیت دوباره بلوری شده
- گروه سیلیکات‌ها : این گروه دارای عنصر سیلسیم [Si] بوده و عمدتاً از انجماد و تبلور مواد مذاب حاصل می‌شوند مانند:کوارتز و مسکوویت
- گروه غیر سیلیکات‌ها : این گروه از کانی‌ها فاقد عنصر سیلسیم [Si] هستند مانند:فیروزه ،هالیت و مسکوویت

## دسته‌بندی شیمیایی
سنگ‌ها خود از قسمت‌های ساده‌تری به نام کانی ساخته شده‌اند. کانی‌ها مواد جامد، طبیعی، معمولاً متبلور، غیرآلی، همگن و با ترکیبات شیمیایی مشخص‌اند. تاکنون بیش از ۳۰۰۰ کانی در طبیعت شناخته شده که تنها حدود ۲۴ کانی در سنگ‌های پوسته زمین فراوان هستند و آن‌ها را کانی‌های سنگ ساز می‌نامند. چون کانی‌های تشکیل‌دهنده سنگ‌ها متنوع هستند، بسته به میزان وجود بعضی دیگر از ترکیبات شیمیایی که در آن‌ها است سنگ‌ها را به چهار دسته تقسیم می‌کنند:
- کربنات‌ها
- سولفات‌ها
- اکسیدها
- سیلیکات‌ها

## خاستگاه شکل‌گیری

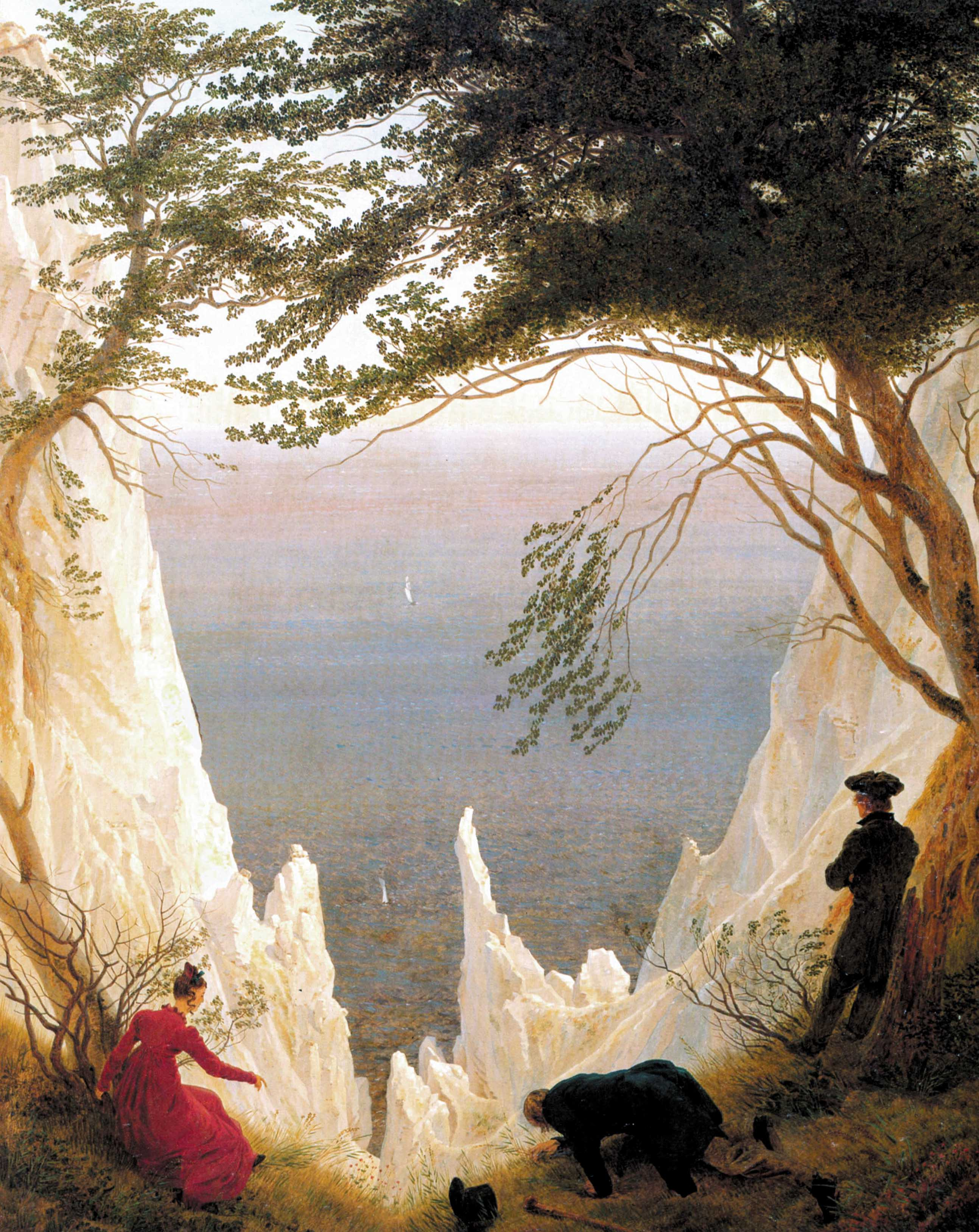
صخره‌های آهکی روگن اثر کاسپار داوید فریدریش

دو فرایند کوه‌زایی و کوه‌سایی در زمین موجب پدید آمدن سنگ‌ها و خرده‌سنگ‌ها می‌شود.
عامل کوه‌زایی: فشارهای کره مذاب درون زمین را که به پوسته جامد سطح آن وارد می‌شود را می‌توان عامل فرایند کوه زایی و خشکی زایی نامید.
عامل هوازدگی یا کوه‌سایی: هر یک از چند روندی را که باعث خرد شدن و تغییر شکل مواد سخت سطح زمین و موادی که با جو در تماس هستند، هوازدگی می‌نامند. عوامل فرسایش یا هوازدگی به دو گروه فیزیکی و شیمیایی تقسیم می‌شوند.
هوازدگی شیمیایی: محصول هیدراتاسیون، انحلال، آبکافت، اکسایش-کاهش یا واکنش آب‌های اسیدی با املاح تشکیل‌دهنده سنگ‌هاست.
هوازدگی فیزیکی: این پدیده توسط عواملی چون یخبندان، تغییرات حرارت در جو و در نتیجه انبساط و انقباض، گرانش زمین، رشد گیاهان، باد، جریان آب و عمل جانوران و مانند اینها شکل می‌گیرد و باعث خرد شدن سنگ‌ها و تغییر شکل آن‌ها به دانه‌های ریزتر می‌شود.

## سنگ‌های ساختمان سازی

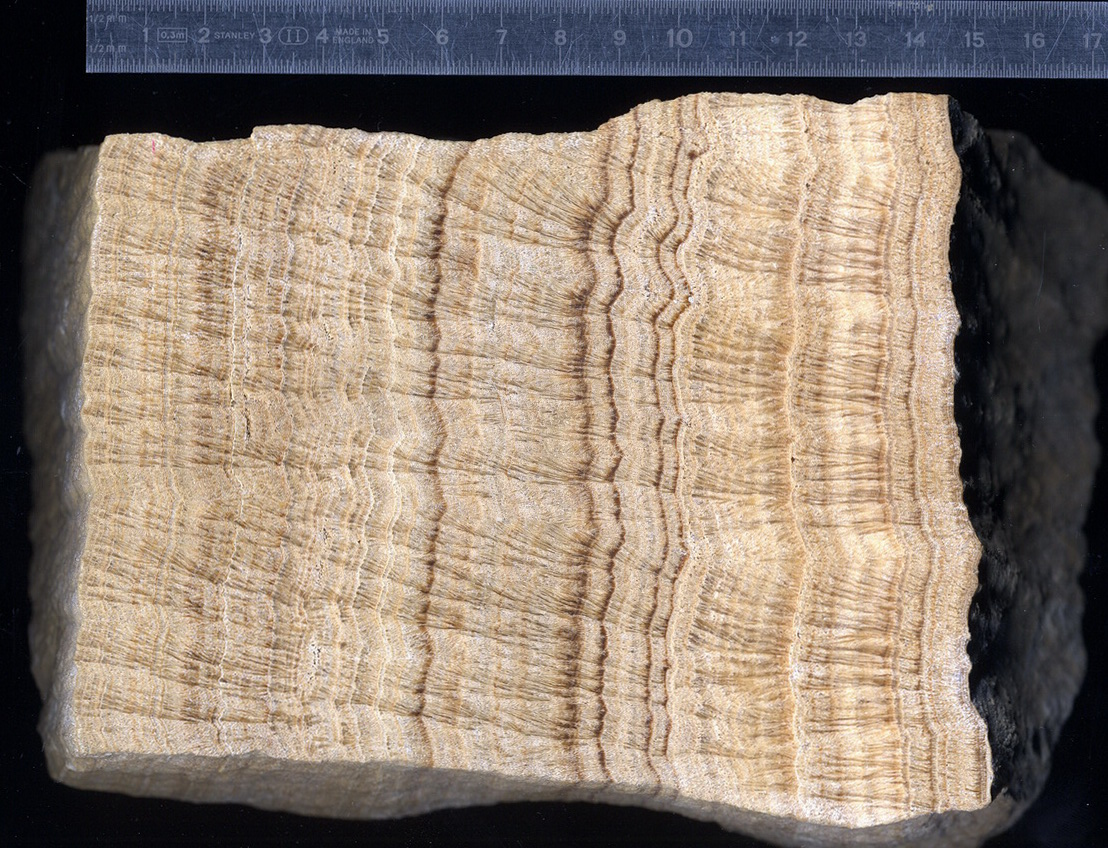
سنگ تراورتن موج دار

- سنگ طبیعی: کلیه سنگهای ساختمانی که از معادن طبیعی استخراج و پس از بهره‌وری مورد استفاده قرار می‌گیرند.
- سنگ مصنوعی: کلیه سنگهای ساختمانی که در کارخانه و با ترکیب مواد و مصالح مختلف توسط بشر ساخته شده‌است.
- بر اساس وزن مخصوص : سنگ‌های سنگین‌وزن، سنگهایی که وزن مخصوص آن‌ها بیش از ۱٫۸ گرم بر سانتی‌متر مکعب است و سنگ‌های سبک، دسته‌ای از سنگ‌ها هستند که وزن مخصوص آن‌ها کمتر از ۱٫۸ گرم بر سانتی‌متر مکعب می‌باشد.
- بر اساس مقاومت فشاری : سنگ‌های سنگین که مقاومت فشاری آن‌ها از ۱۰۰تا ۱۰۰۰ مگا پاسکال است؛ و سنگ‌های سبک که مقاومت فشاری آن‌ها از ۴ تا ۲۰۰ مگا پاسکال است.
- بر اساس ضریب نرم شدگی : اگر مقدار این ضریب از ۰٫۶ تا ۱ باشد از آن برای احداث ساختمان استفاده می‌شود.

سنگ طبیعی
این سنگ‌ها در دسته‌های گوناگون و متنوعی نام‌گذاری می‌شوند که بعضاً نام معدن سنگ به‌عنوان اسم آن استفاده می‌شود. رایج‌ترین سنگ‌های ساختمانی عبارتند از:
- گرانیت
- گابرو
- ماسه سنگ شامل ماسه سنگ آهکی - ماسه سنگ سیلیسی - ماسه سنگاکسید آهن - ماسه سنگ دولومیتی
- دیوریت
- کوارتزیت
- مرمریت
- مرمر
- تراورتن

### گزینش سنگ ساختمانی
سنگ‌های مورد استفاده در کارهای ساختمانی باید دارای مشخصات زیر باشند:
۱- بافت سنگ باید ساختمانی سالم داشته باشد، یعنی بدون شیار، ترک و رگه‌های سست باشد (کرمو نباشد)
۲- بدون هرگونه خلل و فرج باشد
۳- پوسیدگی نداشته باشد
۴- یکدست، یکنواخت و همگن باشد
۵- سنگ ساختمانی نباید آب زیاد جذب کند، لذا نباید:
الف- در آب متلاشی یا حل شود
ب- تمام یا قسمتی از آن بیش از ۸ درصد وزن خود آب بمکد
۶- سنگ ساختمانی نباید آلوده به مواد طبیعی و مصنوعی باشد
۷- سنگ باید شرایط فیزیکی و شیمیایی محیط را تحمل کند، لذا باید:
الف- در برابر باد، یخبندان، تغییرات دما و در صورت وجود جریان آب در مقابل آن و کلیه عوامل فرسایش مقاومت کند
ب- در برابر محیط‌های شیمیایی اسیدی و قلیایی و همچنین عمل آبکافت و اکسایش-کاهش مقاومت کند
۸- مقاومت فشاری برای قطعات باربر نباید کمتر از ۱۵۰ کیلوگرم بر سانتی‌متر مربع باشد
۹- در مقابل سایش مقاوم باشد
مقاومت در معنای لغوی به معنای تحمل فشار است و برای سنگ‌های مختلف اندازه‌گیری می‌شود. انواع سنگ‌ها بر اساس میزان مقاومت به دو نوع سبک و سنگین تقسیم می‌شوند بطوری‌که سنگ‌های سنگین فشاری بین ۵۰۰ تا ۱۰۰۰ مگاپاسکال را تحمل می‌کنند و سنگ‌هایی که تحمل آن‌ها بین ۴ تا ۲۰۰ مگاپاسکال باشد اصطلاحاً سبک نامیده می‌شوند اما سنگ‌ها فقط در اثر فشارهای وزنی نیست که فرسایش می‌یابند و تغییر پیدا می‌کنند جالب است بدانید که اصلی‌ترین عواملی که مقاومت سنگ‌ها را تحت تأثیر قرار می‌دهد هوازدگی، سرما، گرما و آتش‌سوزی است.

## عوامل تخریب سنگ

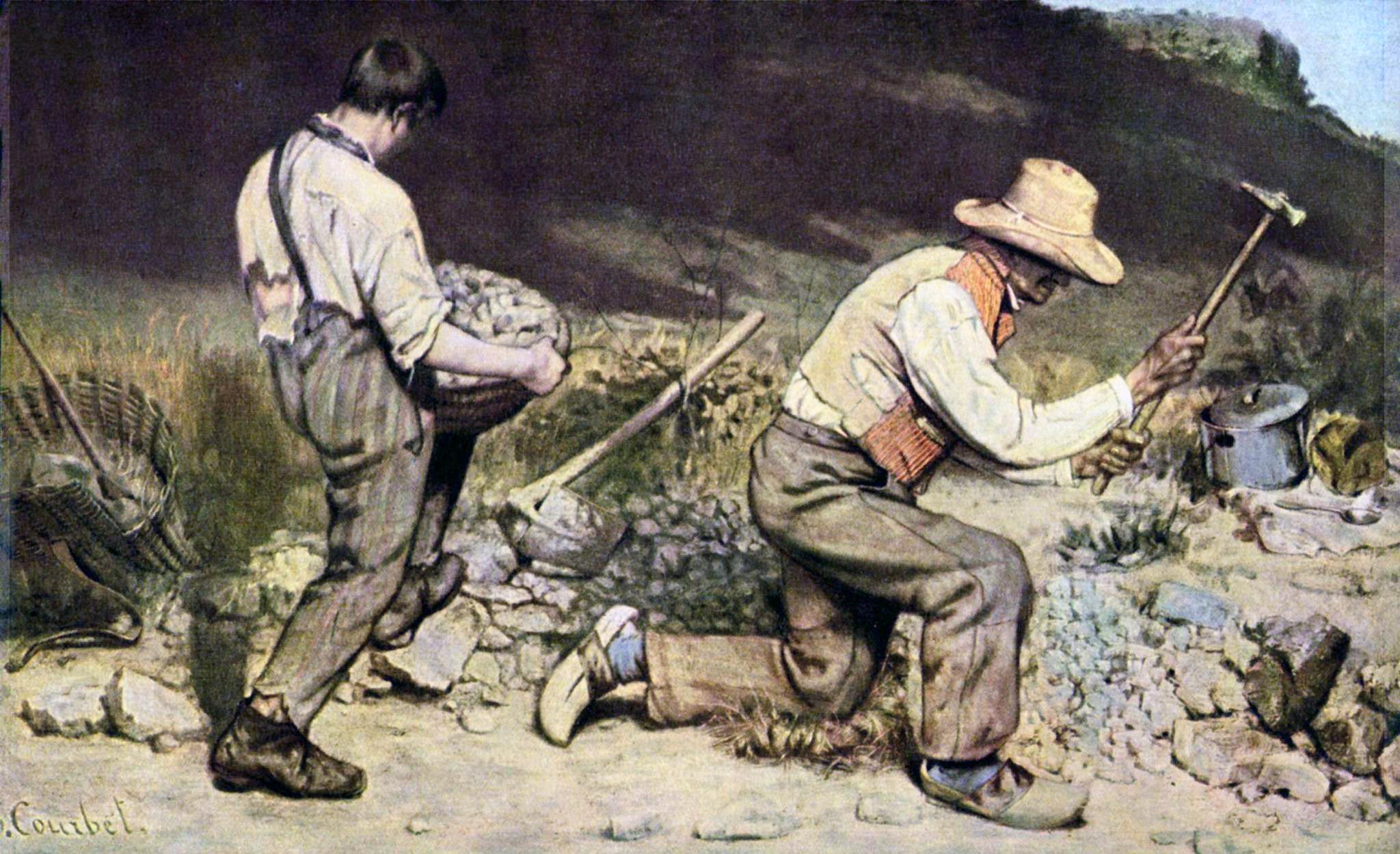
سنگ‌شکنان اثر گوستاو کوربه

هوازدگی را گازهای معلق در هوای شهرهای آلوده مثل دی‌اکسید کربن و دی‌اکسید گوگرد ایجاد می‌کنند و باعث تغییر رنگ و شکستگی و حتی جدا شدن سنگ‌های ساختمانی می‌شوند. از عوامل دیگر هوازدگی مثل انجماد و تبخیر آب در حفره‌های سنگ‌ها و حتی خاصیت رنگ بری و اثر گرمایی نور خورشید می‌توان نام برد. لازم است ذکر شود که برای انتخاب ماندگارترین سنگ‌های ساختمانی حتماً باید به ویژگی‌های سنگین‌های مختلف و همچین شرایط اقلیمی و آب و هوایی آن منطقه توجه ویژه شود مثلاً انواع تراورتن‌ها که از انواع سنگ‌های آهکی هستند برای مناطقی که رطوبت بالایی دارند اصلاً مناسب نیستند و خیلی زود دچار فرسایش می‌شوند.
عامل اصلی خرابی سنگ استفاده از مواد اسیدی مانند جوهر نمک، اسید، ترشیجات و انواع مواد شوینده دارای اسید است اگر چنانچه سنگ مورد نظر دارای این نوع از آسیب‌ها باشد معمولاً با کفسابی انجام و عیب مورد نظر رفع می‌شود
چنانچه رطوبتی که به همراه خود نمک‌های محلول دارد از سطح سنگ تبخیر شود مقداری نمک در سطح آن به صورت شوره و لایه‌ای هم در خلل و فرج سنگ باقی می‌گذارد. تداوم دور رطوبت-تبخیر موجب افزایش حجم بلورها و پوسته شدن سطح سنگ می‌گردد؛ لذا سنگ‌هایی که متخلخل ترند در برابر نمک‌های محلول حساس‌ترند.
آلودگی محیط: سنگ‌های دارای کانی کربنات کلسیم به خصوص در برابر محیط‌های اسیدی حساس هستند. اکسید گوگرد در محیط مرطوب و اکسیژن موجود در هوا تولید اسید سولفوریک می‌کند که بر سنگ‌های آهکی اثر می‌گذارد و تولید سولفات کلسیم می‌نماید.
سنگ‌های آهکی و ماسه سنگ‌های آهکی در این مورد حساس ترند.
در مورد سنگ‌های آهکی، سولفات کلسیم حاصل شده در سطح، به وسیله آب شسته می‌شوند؛ ولی در سطوحی که قابل شستشو نیستند، سطح به وسیله دوده سیاه می‌شود و مبدل به پوسته‌های سخت و برآمدگی‌هایی می‌شود که گرد آهکی در اطراف آن وجود دارد.
در انواع سنگ‌های آهکی منیزیم دار، ایجاد سولفات منیزیم روند فساد را تسریع می‌کند.
در ماسه سنگ‌ها خلل و فرج توسط گچ (سولفات کلسیم) پر می‌شوند، پوسته‌های سخت ایجاد شده اغلب به علت تفاوت انبساط حرارتی فرو می‌ریزند. ماسه سنگ‌های سیلیسی گرچه مستقیماً بر اثر تهاجم اسیدهای موجود در هوا آسیب نمی‌بینند ولی سنگ گچ تولید شده توسط سنگ آهک موجب خرابی در آن‌ها می‌شود که به علت تبخیر حاصل از تبلور در سطح آن‌ها به وجود می‌آید.
مرمر که اساساً کربنات کلسیم است مورد هجوم اسیدهای موجود در هوا قرار می‌گیرد و سطح صیقلی آن در مرور زمان زبر می‌شود؛ ولی به علت بافت متراکم و چگال آن کمتر تحت تأثیر عمل تبلور قرار می‌گیرد.
تخریب بر اثر یخبندان در قسمت‌هایی از ساختمان نظیر محل درپوش‌ها، سایه بان‌ها، کرسی بنا و کف پنجره‌ها بیشتر دیده می‌شود. عموماً سنگ آهک و دولومیت بیش از ماسه سنگ در معرض تهاجم اثر یخبندان هستند.
مرمر، شیت و گرانیت به علت تخلخل اندک تحت تأثیر اثر یخبندان واقع نمی‌شوند.
آب بارانی که از سطوح مس و آلیاژهای آن به سطح سنگ آهکی می‌ریزد باعث ایجاد لکه‌های سبزرنگی می‌شود. زنگ زدگی حاصل از مواد آهنی و فولادی بسیار سخت و دشوار از روی سطوح متخلخل سنگ‌ها پاک می‌شوند.
بیشترین آسیب دیدگی ناشی از انبساط زنگ زدن قطعات آهنی و فولادی داخل سنگ کاری نما رخ می‌دهد. به این منظور کلیه قطعات فلزی مورد استفاده در نصب سنگ نما باید ضدزنگ باشند.
آتش به ندرت موجب تخریب کلی در کارهای سنگی شود؛ ولی سطح نمای گرانیت، مرمر و ماسه سنگ‌ها ممکن است در اثر آتش سیاه یا خرد شوند.
سنگ‌های آهکی عموماً تحت تأثیر آتش قرار نمی‌گیرند، فقط سنگ‌های با رنگ روشن به علت اکسید شدن آهن موجود در آن‌ها برای همیشه صورتی رنگ می‌شوند.

## کاربردهای فرهنگی

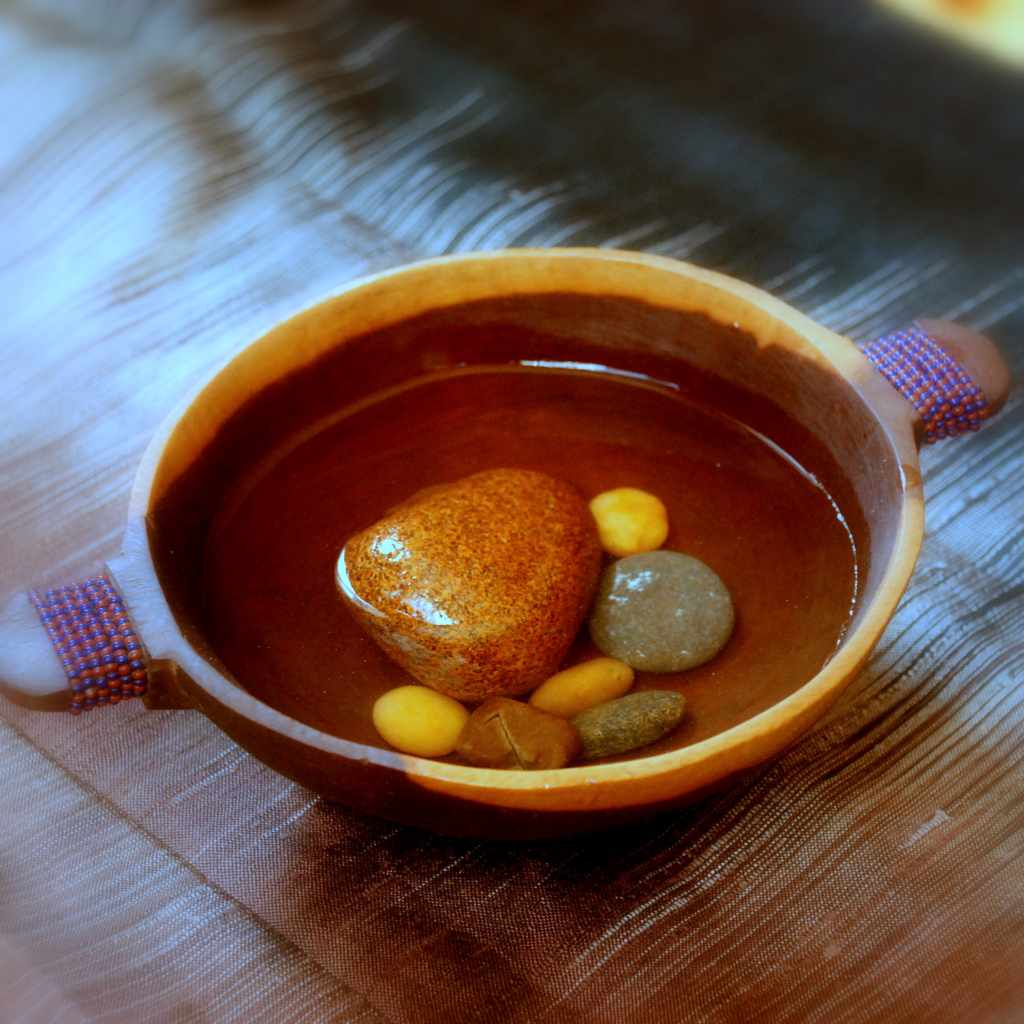
سوپ سنگی. سوپ سنگی، یک داستان فولکلور پرتغالی است که به اشکال مختلف در فرهنگ‌های دیگر نیز وارد شده‌است.

بهره‌گیری از سنگ تأثیر بسیار زیادی بر پیشرفت فرهنگی و فناورانه نسل بشر داشته‌است. سنگ توسط انسان‌ها و دیگر دسته‌ها از انسانیان برای دست‌کم ۲٫۵ میلیون سال استفاده شده‌است. دست‌ساخته‌های سنگی برخی از قدیمی‌ترین فنون انسانی هستند که همچنان نیز کاربرد دارند.
استخراج سنگ برای محتوای فلز آن یکی از مهم‌ترین عوامل پیشرفت بشر بوده‌است و در نقاط مختلف، بسته به نوع فلزات موجود، با سرعت‌های متفاوتی پیشرفت کرده‌است. از سنگ رسوبی نسبتاً نرم از ۴۰۰۰ سال قبل از میلاد در مصر برای ساخت و ساز بهره گرفته می‌شد. در نقاط گوناگون جهان انسان‌های باستانی نگاره‌هایی را بر روی سنگ‌ها و درون غارهای سنگی نقش می‌کردند که بسیاری از آن‌ها همچنان باقی است. در ایران، لرستان دارای بیشترین و قدیمی‌ترین نگاره‌های باستانی است.
تندیس‌های بودا در بامیان، باغ ذن ژاپنی، سنگ‌نگاره‌های عمدتاً سکایی تمغالی، سنگ‌تراشی‌های کاپادوکیه، دخمه‌های باستانی سیراف، روستای کندوان و استون‌هنج انگلستان از نمونه‌های برجسته تعامل انسان با سنگ است.

## وب سایت ها و اپلیکیشن های خدمات دهنده در حوزه سنگ
سامانه سنگ
سامانه صنعت سنگ ایران یک پلتفرم پویا و قدرتمند است که به عنوان یک بازار آنلاین برای آگهی‌ها، خدمات و محصولات مرتبط با صنعت سنگ، معدن ، ماشین آلات و صنایع وابسته فعالیت می‌کند.
اپلیکیشن سامانه سنگ